# Богомолова, Любовь Григорьевна
Любовь Григорьевна Богомо́лова (1902—1983) — советский трансфузиолог-гематолог. Заслуженный деятель науки РСФСР (1970).

## Биография
Родилась в Санкт-Петербурге. Отец был регентом хора Александро-Невской лавры, в 1930-е годы репрессирован.
В 1925 окончила ГИМЗ.
Работала ординатором хирургической клиники 2-го ЛМИ (до 1929 года) и заведующей хирургическим отделением больницы в Алма-Ате.
С 1931 года заведующая лабораторией препаратов крови и кровезаменителей Ленинградского института гематологии и переливания крови.
В годы Великой Отечественной войны—заведующая донорским отделением Ленинградского института переливания крови. В блокадном городе было заготовлено 144 тысячи литров донорской крови.
После войны заведующая лабораторией Ленинградского НИИ гематологии и переливания крови.
Автор более 160 научных работ, в том числе 4 монографий, посвящённых различным проблемам переливания крови, донорства, приготовления препаратов крови и кровезаменителей.
Обладатель 10 авторских свидетельств на изобретения.
Доктор медицинских наук. Профессор (1955).

Умерла 25 марта 1983 года. Похоронена в Ленинграде на Богословском кладбище.

Могила Любови Богомоловой на Богословском кладбище Санкт-Петербурга.

## Признание
- заслуженный деятель науки РСФСР (1970)
- Сталинская премия второй степени (1952) — за разработку новых методов консервирования крови и получения её лечебных препаратов
- три ордена Трудового Красного Знамени (17.04.1940, «за успешную работу и проявленную инициативу по укреплений обороноспособности нашей страны»; …; …)
- орден «Знак Почёта» (17.5.1944)
- медали

## Сочинения
- Богомолова Л. Г. Донорство. — Л.: Медицина, Ленинградское отделение, 1984. — 197 с.

Фото 1983 года